# Jim Hamilton
Pour les articles homonymes, voir Hamilton et James Hamilton.

a Compétitions nationales et continentales officielles uniquement.

b Matchs officiels uniquement.
Dernière mise à jour le 30 novembre 2017.
James Leigh Hamilton dit « Jim Hamilton », né le 17 novembre 1982 à Swindon (Angleterre), est un joueur international écossais de rugby à XV, jouant au poste de deuxième ligne. Il compte 63 sélections en équipe d'Écosse.

## Carrière

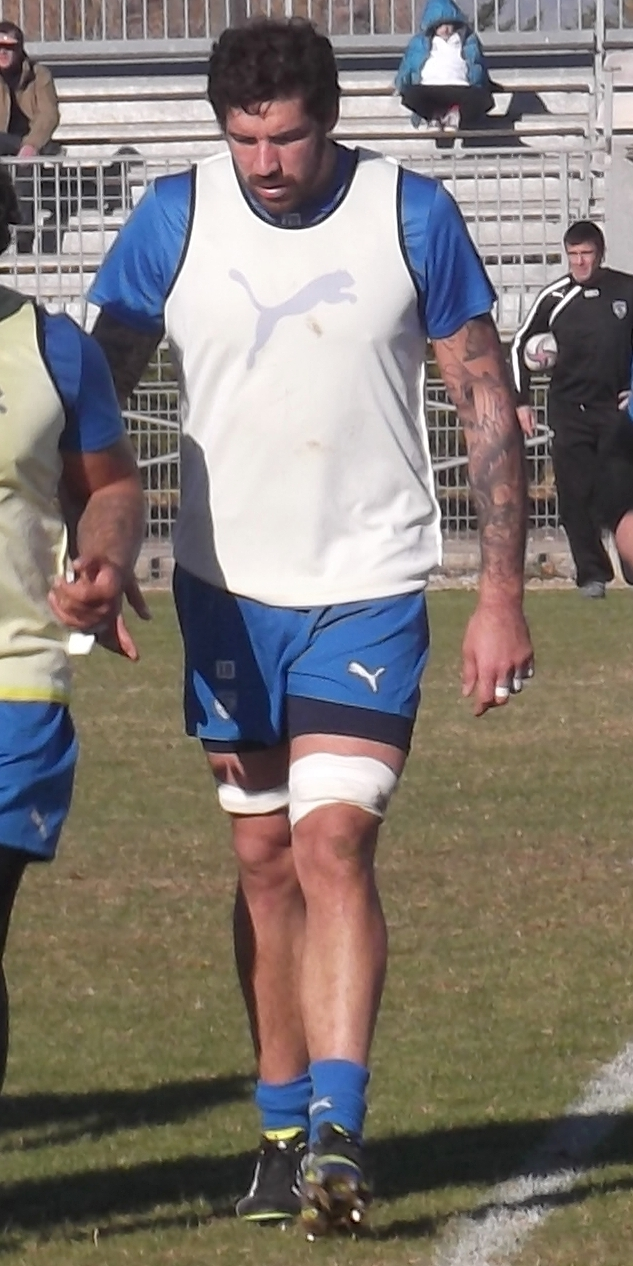
Jim Hamilton à Montpellier.

Surnommé « Big Jim » en raison de ses mensurations, il a joué pour l'équipe d'Angleterre des moins de 21 ans avant d'opter pour le pays de son père chez les seniors. Pour ses débuts contre la Roumanie en novembre 2006, il est devenu le millième international écossais de l'histoire.
Il décide de mettre un terme à sa carrière à la fin de la saison 2016-2017.

## Statistiques en équipe nationale
- 63 sélections (51 fois titulaire, 12 fois remplaçant)
- 5 points (1 essai)
- Sélections par année : 2 en 2006, 11 en 2007, 6 en 2008, 4 en 2009, 8 en 2010, 3 en 2011, 7 en 2012, 9 en 2013, 7 en 2014, 6 en 2015
- Tournois des Six Nations disputés : 2007, 2008, 2009, 2010, 2012, 2013, 2014, 2015

En Coupe du monde :
- 2007 : 4 sélections (Roumanie, Nouvelle-Zélande, Italie, Argentine)
- 2011 : 2 sélections (Géorgie, Argentine)

## Palmarès
- Leicester Tigers
  - Vainqueur du Championnat d'Angleterre en 2007
  - Finaliste du Championnat d'Angleterre en 2005, 2006 et 2017
  - Vainqueur de la Coupe anglo-galloise en 2007
- Saracens
  - Vainqueur du Championnat d'Angleterre en 2015 et 2016
  - Finaliste du Championnat d'Angleterre en 2017
  - Vainqueur de la Coupe d'Europe en 2016 et 2017